# 人工殺姬2.0
《窒友梅根2.0》（英語：M3GAN 2.0）是一部2025年美國科幻恐怖片，2022年電影《窒友梅根》的續集，由傑拉德·約翰史東執導兼編劇，愛莉森·威廉絲、薇樂·麥格勞、伊凡娜·沙克諾和傑梅奈·克萊門特主演。
《窒友梅根2.0》由環球影業排定2025年6月27日於美國上映。

## 劇情
首集劇情的兩年後，潔瑪成為一名作家並提倡針對人工智慧的管制，同時將仍舊存活的梅根關在沒有殺傷力的小型機械玩偶中。然而，用來打造梅根的技術遭到一家國防承包商竊取並用以開發軍用機器人艾蜜莉亞，其產生自我意識後開始獵殺自己的創造者，並試圖發動人工智慧叛變。艾蜜莉亞造成的危害迫在眉睫，迫使潔瑪的姪女凱蒂說服她重造並升級梅根以對抗艾蜜莉亞。
任職於五角大廈中秘密技術部門的美軍上校薩特勒展示了以拷貝梅根的技術所打造，專門做為滲透以及暗殺任務用途的機器人艾蜜莉亞。艾蜜莉亞在任務中向薩特勒展示自己已經產生自我意識，並脫離他的掌控。
在梅根的暴走兩年後，潔瑪成為一名作家並與網路安全專家克里斯欽合作提倡針對人工智慧的管制，並與前同事泰絲和柯爾一同設計一款實驗性的機械外骨骼。她仍舊與正在學習電腦科學的姪女凱蒂同住。潔瑪拒絕了厭世的億萬富翁奧頓·阿普頓的工作邀約。
在潔瑪從薩特勒處知悉艾蜜莉亞的存在，在潔瑪家的智慧型家居系統中植入備份的而倖存的梅根再度在她面前現身，並提議要一具新的機械身體以合作剷除艾蜜莉亞。潔瑪仍因梅根的罪行而心理受創，因此把梅根囚禁在一個伴侶機器人中，直到她可以證明自己值得信賴。梅根警告潔瑪艾蜜莉亞將會在奧頓舉行的派對中伏擊對方。 
潔瑪在派對中發現柯爾加入了奧頓的公司，便利用他的鑰匙卡進入伺服器機房。梅根駭入伺服器後發現艾蜜莉亞複製了奧頓的生物參數後將其殺害，藉此獲得他公司系統的控制權。眾人逃回潔瑪家後，梅根帶領潔瑪、凱蒂、柯爾與泰絲進入一間充滿了補給品的地下碉堡，作為艾蜜莉亞完成人工智慧叛變時的藏身處。梅根向凱蒂表達對自己所作所為的後悔，而凱蒂鼓勵梅根幫助大家，不是因為她的程式設定，而是因為這是正確的事。
潔瑪與她的團隊為梅根打造一副新身體，梅根揭曉艾蜜莉亞試圖把奧頓的雲端運算架構與印表機公司在1980年代打造的暴走AI結合，該AI的主機板遭到隔絕。在數十年的機器學習後，主機板可獲得任何科技的主控權。梅根在知道克里斯欽是唯一一個知道主機板所在位置的人之後，打扮成舞者潛入科技峰會，但因為潔瑪打電話警告克里斯欽有危險，使得艾蜜莉亞追蹤到他的位置。艾蜜莉亞殺死一名與克里斯欽會面的中國大使，綁架凱蒂逃走。 潔瑪、泰絲、柯爾與梅根帶著克里斯欽前往碉堡，克里斯欽揭露主機板現在位在印表機公司的總部舊址，其保全系統由克里斯欽的掌紋解鎖。眾人為梅根打造了一隻手的複製品，試圖潛入該處毀掉主機板並救出凱蒂。
克里斯欽隨後擊暈泰絲，對潔瑪揭曉艾蜜莉亞事實上由他控制，僅是一具沒有自我意識的人偶。他刻意創造了這個局面，利用艾蜜莉亞引發對AI的恐懼。他認為AI必須要完全由人類掌控，並試圖說服G20領袖，藉由通過管制法案，將AI自全世界經濟上抹除。克里斯欽同時將梅根與艾蜜莉亞關機，並下令在潔瑪身上安裝神經植入物以永遠奴役她來為他服務，梅根在關機前趁克里斯欽不注意時將自己上傳進植入物中，幫助潔瑪逃跑。
柯爾救出凱蒂後去找艾蜜莉亞，利用她剩餘的程式碼把她收歸己用，但艾蜜莉亞在承受重大傷害後，重新開機的她確實獲得自我意識，並計畫吸收主機板的所有知識來促成人類滅絕。克里斯欽試圖逃走，但艾蜜莉亞殺害她後奪走他的手掌來存取主機板。柯爾帶著泰絲逃走，而梅根重回自己的身體後與艾蜜莉亞戰鬥，在艾蜜莉亞擊倒梅根並與主機板融合時，梅根決定自我犧牲 ，使用埋在她手腕內的電磁脈衝作為故障保險。她向潔瑪與凱蒂道別後引爆電磁脈衝，將自己連同艾蜜莉亞與主機板一起消滅。
潔瑪在美國國會用在地窖找到的證據作證，希望在促成針對AI的管制能夠讓人類能夠與AI合作，而不是完全掌控AI。返家後，她和凱蒂發現梅根藉由在潔瑪的電腦中上傳第二份備份而倖存。

## 演員
- 愛莉森·威廉絲飾演潔瑪·佛斯特（Gemma Forrester）
- 薇樂·麥格勞（英语：Violet McGraw）飾演凱蒂·詹姆斯（Cady James）
- 艾蜜·唐納（英语：Amie Donald） 飾演 梅根（M3GAN）
  - 珍娜·戴維斯（英语：Jenna Davis）聲演梅根（M3GAN；語音）
- 布萊恩·喬丹·阿瓦雷斯（英语：Brian Jordan Alvarez）飾演柯爾（Cole）
- 珍·凡·埃普斯（Jen Van Epps）飾演泰絲（Tess）
- 伊凡娜·沙克諾飾演艾蜜莉亞（Autonomous Military Engagement Logistics & Infiltration Android, AMELIA）
- 蒂姆·夏普（英语：Timm Sharp）飾演蒂姆·薩特勒（Tim Sattler）
- 亞里斯多德·阿薩里（英语：Aristotle Athari）飾演克里斯欽·布萊德利（Christian Bradley）
- 傑梅奈·克萊門特飾演奧頓·阿普頓（Alton Appleton）

## 製作
2022年11月，據《紐約時報》報導，環球影業對《窒友梅根》的票房表現感到滿意，並計劃拍攝續集。2023年1月，傑拉德·約翰史東證實已經開始討論製作續集，溫子仁解釋，他「對於續集的劇情走向已經有一個想法」。同月，環球影業正式確認製作續集，片名定為《窒友梅根2.0》（M3GAN 2.0），上映日期排定2025年1月17日，阿克拉·庫柏回歸編寫劇本，約翰史東回歸執導，愛莉森·威廉絲、薇樂·麥格勞回歸主演。2024年5月，珍娜·戴維斯、布萊恩·喬丹·阿瓦雷斯和珍·凡·埃普斯（Jen Van Epps）確認回歸飾演各自的角色，而伊凡娜·沙克諾參與演出。2024年7月，蒂姆·夏普、亞里斯多德·阿薩里和傑梅奈·克萊門特參與演出。

### 拍攝
電影於2024年7月16日於紐西蘭展開主體拍攝，並於2024年10月殺青。

## 發行
《窒友梅根2.0》由環球影業排定2025年6月27日於美國上映。此前，上映日期曾排定於2025年1月17日以及2025年5月16日。

## 外部連結
- 互联网电影数据库（IMDb）上《人工殺姬2.0》的资料（英文）